# Nilda Guglielmi
Nilda Elvira Guglielmi (12 de abril de 1928-Buenos Aires, 30 de julio de 2024) fue una medievalista, investigadora, profesora universitaria y académica argentina. Se destacó en la investigación y la publicación de obras dedicadas a la historia medieval española y europea en general, y en los aspectos institucionales y sociales de este periodo histórico. Fue designada académica de número en el sitio 35 por la Academia Nacional de la Historia de la República Argentina. La Universidad de Buenos Aires la reconoció como profesora consulta.

## Biografía
Estudió Historia en la Facultad de Filosofía y Letras de la Universidad de Buenos Aires donde obtuvo los títulos de profesora, licenciada y doctora. Asimismo se doctoró por la Universidad de Aix-Marsella (Francia).
Fue profesora titular de la cátedra de Historia Medieval en la Universidad de Buenos Aires y directora del Instituto de Historia Antigua y Medieval de la Facultad de Filosofía y Letras de la misma casa de estudios entre 1987 y 1990; en 1996 la Universidad la reconoció como profesora consulta.
Su actividad en la docencia universitaria se desarrolló además en la Universidad Nacional del Sur, Universidad Nacional de La Plata, y en el Colegio Nacional de Buenos Aires y la Escuela Superior de Comercio Carlos Pellegrini (ambos dependientes de la Universidad de Buenos Aires). Numerosas universidades de España, Portugal, Francia e Italia la convocaron como profesora contratada e invitada.
Desarrolló la investigación de la historiografía medieval como miembro del Consejo Nacional de Investigaciones Científicas y Técnicas de Argentina, donde alcanzó la categoría máxima de investigadora superior.
En agosto de 1994 fue designada miembro de número de la Academia Nacional de la Historia de la República Argentina. En esta institución actuó en los cargos de académico prosecretario (2003-2005) y de académico secretario durante los períodos 2006-2008, 2009-2011 y 2012-2014. 

### Publicaciones
Su producción científica abarcó la publicación más de cien artículos en revistas especializadas en su país y en el extranjero: Hispania (Consejo Superior de Investigaciones Científicas de España), Acta Mediaevalia (Universidad de Barcelona), Anuario de Estudios medievales (CSIC-Barcelona), Cahiers de Civilisation médiévale (Universidad de Poitiers), Cahiers sur la pauvreté (Paris-Sorbonne), The Journal of Medieval History (Universidad de Hull), Nuova Rivista Storica (Milán); Revista de la Universidad de Santiago de Compostela (España), Filología (Universidad de Buenos Aires), Humanidades (Universidad Nacional de La Plata), Cuadernos del Sur (Universidad Nacional del Sur), Clío (revista del Comité Argentino de Ciencias Históricas), Cuadernos de historia de España y Anales de Historia Antigua y Medieval (Universidad de Buenos Aires). También colaboró con la redacción de reseñas y artículos divulgativos en medios de alcance general como La Nación, La Prensa y Ciencia Hoy.
Realizó la coordinación y compilación de publicaciones especializadas. Fue la fundadora de la revista Temas Medievales, publicación destacada en la especialidad. Miembro del consejo asesor de la revista Acta historica et archaeologica mediaevalia, de la Universidad de Barcelona y delegada para América latina del Repertoire International des médiévistes, París.

##### Libros
Fue autora, coordinadora y colaboradora principal de diversas obras publicadas, entre las más destacadas: 
- El Fisiólogo (primer bestiario medieval) (1.ª ed. Eudeba; 2.ª ed. Eneida, 2002)
- Crónicas florentinas / Giovanni Villani (traducción, prólogo y notas; 1.ª ed., Centro Editor de América Latina; 2.ª ed. Tekné, 1984)
- Memorias medievales (Ediciones Culturales Argentinas, 1981)
- El teatro medieval (Eudeba, 1980)
- La ciudad medieval y sus gentes (FECIC, 1981)
- Odorico da Pordenone : relación de viaje (prólogo, traducción y notas, Biblos, 1987)
- Marginalidad en la Edad Media (1.ª ed. Eudeba; 2.ª ed, aumentada, Biblios, 1998)
- El eco de la rosa y Borges : Eco, Borges y el jardín de los senderos que se bifurcan (Eudeba, 1988); se ha realizado una edición japonesa (Isamu Taniguchi, 1995)
- Léxico histórico del Occidente medieval. 1: La sociedad feudal (en colaboración; Biblos, 1991)
- Historia de las cruzadas / Jacques de Vitry (Introducción, selección, traducción y notas, Eudeba, 1991)
- Sobre historia de las mentalidades e imaginario. (PRIMED-CONICET, 1991)
- Espacio y sociedad en el Fabliau de Constant du Hamel (Promociones Universitarias, 1993)
- Guía para viajeros medievales (Oriente, siglos XIII-XV) (PRIMED-CONICET, 1994)
- El discurso político en la Edad Media : Le discours politique au Moyen Age (Nilda Guglielmi-Adeline Rucquoi, coord.; CONICET-CNRS, 1995)
- Aproximación a la vida cotidiana en la Edad Media (EDUCA, 2000)
- Il Medioevo degli ultimi : emarginazione e marginalità nei secoli XI- XIV (Città Nuova, 2001)
- Ocho místicas medievales : (Italia, siglos XIV y XV) : el espejo y las tinieblas (Nilda Guglielmi-Adeline Rucquoi, coord., Miño y Dávila, 2008)
- Derecho y justicia: el poder en la Europa medieval (CNRS-CONICET; Dunken, 2008)
- La sociedad burguesa : diccionario histórico del occidente medieval (EUDEM, 2011)
- Pasiones políticas en la Italia medieval (EUDEM, 2011)
- Vida cotidiana en la Edad Media (EUDEM, 2017)
- Semblanzas de mujeres medievales. (Miño y Dávila, 2022)[5]

## Reconocimientos y honores
A lo largo de su vida profesional obtuvo diferentes reconocimientos y honores:
- 1994. Premio a la Producción Científica y Tecnológica de la Universidad de Buenos Aires
- Miembro correspondiente de la Real Academia de la Historia de España
- Miembro correspondiente de la Academia Nacional de la Historia de Venezuela
- 1997. Miembro de la Comisión para la profundización biográfica de los santos y beatos de la Soberana Orden de Malta
- 1998. Miembro correspondiente de la Real Academia de Buenas Letras de Barcelona
- 1998. Académica de la Accademia degli Immobili (Italia)
- 1999-2000. Presidenta del Comité Argentino de Ciencias Históricas adherido al Comité Internacional de Ciencias históricas
- 2005. Doctor honoris causa por la Universidad Nacional de Cuyo
- Caballero de la Orden al Mérito de la República Italiana